# Дуква Бумба, Фистон
Фистон Дуква Бумба (фр. Fiston Dukwa Bumba; род. 24 августа 1981) — конголезский шоссейный велогонщик.

## Карьера
В 2006 году стал чемпионом ДР Конго в групповой гонке. Повторил данное достижение в 2010 и 2014 годах, а в 2012 году занял третье место. В 2010 году выиграл местные гонки в Киншасе и Лубумбаши.
В 2013 году на дебютном издание домашнего Тура ДР Конго выиграл один из этапов и стал седьмым в общем зачёте. За это получил награду от ассоциации спортивных журналистов Конго (AJSC) как лучший конголезский спортсмен в своём виде спорта 2013 года.
С 2015 года неоднократно стартовал на Тур дю Фасо, Гран-при Шанталь Бийя, Туре Камеруна, Туре Сенегала, Гибискус Классик проводившихся в рамках Африканского тура UCI. Отметился несколькими подиумами на этапах Туре Того, Туре Анголы и Туре ДР Конго проходивших в рамках национальных календарей соответствующих стран.
Выступал на Африканских играх 2011 (Мапуту, Мозамбик), 2015 (Браззавиль, Республика Конго) и  2019 (Рабат, Марокко) годов. Несколько раз принимал участие в Чемпионате Африки.

## Достижения
2006
 Чемпион ДР Конго — групповая гонка
Grand Prix Motayo
2010
 Чемпион ДР Конго — групповая гонка
Kinshasa Classic
Lubumbashi (L'Entente Provinciale de Cyclisme de Lubumbashi Eucylu)
2012
2-й на Challenge Hugues Ngouelondelé
2-й на Чемпионат ДР Конго — групповая гонка
2013
8-й этап на Тур ДР Конго
2014
 Чемпион ДР Конго — групповая гонка